# Nate Marquardt
Nathan Joel Marquardt (Lander, 20 de abril de 1979) é um lutador de artes marciais mistas (MMA). Ele foi sete vezes campeão dos médios Pelo King of Pancrase e campeão dos meio-médios do Strikeforce. Atualmente luta também pela divisão dos meio-médios no Ultimate Fighting Championship.

## Treinamento
Marquardt iniciou seu treinamento em artes marciais quando era adolescente, estudando as disciplinas do Brazilian Jiu-Jitsu, Kickboxing e Kenpo com o instrutor Alistair McNiven. Além disso, ele teve aulas de Wrestling, e finalmente começou a treinar Brazilian Jiu-Jitsu com o instrutor Ricardo Murgel aos 18 anos. Ativo nos esportes desde o ensino médio, ele alega que nunca tinha se envolvido em artes marciais até ver umas filmagens do Ultimate Fighting Championship. Embora ele talvez seja mais conhecido por fazer parte da equipe de Greg Jackson, Marquardt também treinou com Sanae Kibuta e os GRABAKA Dojo no Japão.
Marquardt tem uma academia localizada em Aurora, Colorado chamada High Altitudo Martial Arts.

## Carreira
Marquardt iniciou sua carreira profissional em MMA em 1999, acumulando vitórias em vários eventos antes de entrar no torneio Bas Rutten Invitational 4, que foi organizado de forma a que o vencedor do torneio receberia um contrato com o Ultimate Fighting Championship. Mas apesar de vencer o torneio, não lhe foi oferecido nenhum tipo de contrato. Em vez disso, ele assinou com a organização japonesa Pancrase, que tinha promovido tais lutadores como Ken Shamrock e Bas Rutten. Em sua primeira luta no Pancrase, Marquardt perdeu por finalização para Genki Sudo.
Convidado de volta para participar do torneio que definiria o campeão dos médios do Pancrase, Marquardt venceu Daiju Takase, Shonie Carter e Kiuma Kunioku para se tornar o primeiro campeão dos médios do Pancrase. Marquardt defendeu seu título por duas vezes antes de ser derrotado por Kunioku, em Dezembro de 2001. Um encontro final entre os dois em Dezembro de 2002 teve como Marquardt vencendo mais uma vez para recuperar deu título dos médios, que ele manteve por quase um ano.

### Incidente com Ricardo Almeida
Em 30 de novembro de 2003, Marquardt foi envolvido em uma confusão com o oponente Ricardo Almeida pelo título dos médios do Pancrase. Marquardt, que foi pego em uma guilhotina, bateu; o árbitro, no entanto, não foi capaz de separar os lutadores imediatamente, e a guilhotina continuou aplicada no pescoço de Marquardt. Depois que o juiz separou os dois e terminou a luta, Marquardt deu um soco no Ricardo Almeida, causando uma discussão entre eles e os seus treinadores dentro do ringue, incluindo Renzo Gracie, que estava no córner de Ricardo Almeida. O confronto finalmente chegou ao fim, e Marquardt foi falar com Ricardo Almeida para lhe dar os parabéns. Após Almeida deixar seu título vago em 2004, Marquardt novamente reconquistou seu título em uma vitória contra Kazuo Misaki no Pancrase: Brave 10.

### Transição para o UFC
Em 1 de maio de 2005, Marquardt derrotou Izuru Takeuchi, ganhando o título dos médios do Pancrase pela sétima vez, o único lutador a conseguir tal proeza. Em seguida, foi anunciado que Marquardt faria sua estréia no UFC em agosto, ao vivo no Spike TV, participando do card de estréia do Ultimate Fight Night em Las Vegas, Nevada.
Embora sua estréia tenha sido um sucesso contra o canadense Ivan Salaverry, vencendo na decisão, seu exame anti-doping saiu positivo pela Comissão Atlética do Estado de Nevada. Marquardt testou positivo pelo alto índice de nandrolona, oque levou a Comissão a lhe dar suspensão. Marquardt foi suspenso por cinco meses, mas não foi multado. A suspensão acabou em Janeiro de 2006.
Com a controvérsia sobre o exame anti-doping resolvido, Marquardt foi anunciado para a sua volta no UFC 58, para lutar contra o veterano Joe Doerksen. A luta foi mais um sucesso para Marquardt, vencendo Doerksen na decisão novamente. Na entrevista pós-luta, Marquardt declarou sua meta de conquistar o título dos médios do UFC, e sua intenção de lutar contra o campeão na época, Rich Franklin.
Marquardt então lutou contra Crafton Wallace, um substituto de Thales Leites, que era seu verdadeiro oponente, no undercard de Ortiz vs. Shamrock 3: The Final Chapter, em 10 de outubro de 2006, vencendo com um mata-leão no segundo round. Devido ao seu compromisso com o UFC, Marquardt abandonou o título dos médios do Pancrase no mesmo mês.
No UFC Fight Night 8, Marquardt venceu com uma dominante vitória durante dos três rounds contra o grappler campeão do ADCC Dean Lister, onde dois juízes deram a vitória para o Marquardt por 30-25. Após essa vitória e um cartel de 4-0 no UFC, Marquardt foi agendado para disputar o cinturão dos médios contra o campeão Anderson Silva no dia 7 de julho de 2007 no UFC 73. Marquardt perdeu a luta pelo título com um nocaute técnico no primeiro round.
Após o início da especulação que seu contrato poderia expirar sem renovação, ele confirmou que um novo acordo foi assinado com o UFC. Sua próxima luta era para ser finalmente contra o Thales Leites no UFC 81, mas Leites foi forçado a não participar da luta devido a uma lesão na mão. Isso marcou a segunda vez que a luta entre Marquardt e Leites foi cancelada. No dia 9 de Janeiro de 2008, o UFC anunciou que o veterano Jeremy Horn iria substituir Thales Leites. Marquardt venceu Horn com uma guilhotina no segundo round.
Marquardt finalmente lutou contra Thales Leites no UFC 85, uma luta que tinha sido adiada em duas ocasiões desde 2006. Marquardt controlava a luta no segundo e no terceiro round da luta, mas ele acabou dando uma joelhada ilegal no segundo round e uma cotovelada na parte de trás da cabeça de Leites no terceiro round, perdendo 1 ponto em cada round. Com isso, os pontos reduzidos de Marquardt foi crucial na soma dos pontos dos juízes e foi declarada a vitória de Thales Leites por uma decisão dividia, dando a chance de Leites disputar o título dos médios contra Anderson Silva.
Marquardt teve sua próxima luta agendada no UFC 88 contra Martin Kampamnn. Marquardt teve apenas 82 segundos para vencer Kampmann por nocaute técnico, aplicando um chute na cabeça e uma série de socos que obrigou o árbitro a parar a luta. Marquardt conseguiu uma segunda vitória seguida no UFC 95 contra Wilson Gouveia, aplicando uma impressionante série de socos, chutes e joelhadas no terceiro round para ganhar com um nocaute técnico. Em seguida, lutou contra Demian Maia no UFC 102, Marquardt nocauteou Maia com incrivelmente um soco de direita no 1º round, tirando a invencibilidade do brasileiro.
No UFC 109, Marquardt lutou contra Chael Sonnen pela vaga de desafiante n.º 1 ao cinturão dos Médios do UFC, Marquardt mostrou-se insatisfeito, pelo simples de que o presidente do UFC Dana White havia dito que depois da vitória de Marquardt sobre Maia, que ele era o desafiante. Marquardt chegou como franco favorito para a luta, porém Sonnen usou e abusou das quedas para evitar os fortes golpes de Marquardt, no terceiro round Marquardt encaixou um ajustada guilhotina que quase fez Sonnen desistir da luta. Após o final da luta Marquardt perdeu por decisão unânime. Depois de algum tempo, Marquardt foi escalado para lutar no UFC 118 contra o mestre de chaves de tornozelo Rousimar Palhares, porém a luta foi adiada para o evento principal do UFC Fight Night 22. Na luta Palhares dominou o centro do octógono enquanto Marquardt se movimentada bastante para evitar qualquer tipo de queda, após uma troca socos Palhares conseguiu derrubar Marquardt e rapidamente encaixou uma chave de tornozelo, porém, Marquardt escapou e após se levantar acertou um forte soco de direita em Palhares que acabou sendo nocauteado após uma sequência de socos.
Mais uma vez Marquardt lutou pela vaga de desafiante nº1 ao cinturão dos Médios do UFC, dessa vez seria contra o japonês Yushin Okami no UFC 122 em Oberhausen, Alemanha. Marquardt chegou com extremo favorito já que Okami prometia uma luta em pé. Na luta Okami tomou mais a iniciativa acertando bons golpes, Marquardt chegou a conseguir boas sequências durante a luta, mais pela agressividade e por ser mais preciso nos golpes, Okami venceu por decisão unânime (29-28, 29-28, 30-27). Buscando redenção, Marquardt aceitou a luta contra a estrela japonesa Yoshihiro Akiyama no UFC 128, porém devido ao tsunami ocorrido no Japão, Akiyama em forma de luto afirmou que se retiraria do card, o novo adversário de Marquardt seria Dan Miller. No combate, Marquardt dominou o combate inteiramente, em pé foi muito, mas efetivo que seu adversário e conseguiu aberturas para derrubar Miller que contra-atacava as quedas com guilhotinas, por duas vezes Marquardt escapou do golpe que estava praticamente encaixado. Após o final da luta, Marquardt venceu por decisão unânime (30-27, 30-27, 30-27). Durante a coletiva de imprensa pós-luta, Marquardt foi criticado por não ter repetido suas grandes performances. Em entrevista, para o MMA Fighting Marquardt afirmou que esta pensando seriamente em lutar na categoria dos meio-médios em sua próxima luta.

### Strikeforce
Marquardt então assinou contrato com o Strikeforce, evento também pertencente à Zuffa e sua luta de estreia foi contra Tyron Woodley, pelo Cinturão dos Meios Médios. No começo do quarto round Marquardt acertou algumas cotoveladas e uppers, que levaram o juiz a parar a luta.
No último evento da história do Strikeforce, Marquardt lutou no evento principal da noite defendendo seu cinturão contra Tarec Saffiedine. Saffiedine venceu por decisão unânime dos jurados e conquistou o cinturão, sendo que essa luta ficou marcada pelos potentes chutes na perna que o desafiante aplicou no campeão, deixando a perna de Marquardt extremamente inchada e vermelha.

### Volta ao UFC
Marquardt enfrentou Jake Ellenberger no UFC 158, substituindo Johny Hendricks e perdeu por Nocaute no primeiro round.
Marquardt enfrentou Hector Lombard no UFC 166 e perdeu por nocaute no primeiro round.
Marquardt voltou à divisão dos Médios no evento principal do primeiro evento do UFC na Nova Zelândia, em 28 de Junho de 2014 no UFC Fight Night: Te-Huna vs. Marquardt, contra o neozelandês James Te-Huna. Ele venceu por finalização com uma chave de braço no primeiro round.
Marquardt enfrentou Brad Tavares em 3 de Janeiro de 2015 no UFC 182. Ele foi derrotado por decisão unânime.
Marquardt enfrentou o vencedor do TUF 17 Kelvin Gastelum em 13 de Junho de 2015 no UFC 188. Ele foi derrotado por interrupção médica no segundo round.
Marquardt enfrentou CB Dollaway em 19 de Dezembro de 2015 no UFC on Fox: dos Anjos vs. Cerrone II e o venceu por nocaute no segundo round.
Marquardt enfrentou o Thiago Marreta em 14 de Maio de 2016 no UFC 198. ele perdeu por nocaute no primeiro round.

## Vida pessoal
Marquardt tem um filho chamado Macaiah com sua atual esposa Terry, e uma filha chamada Emmalie, do seu relacionamento anterior.

## Cartel no MMA
| Cartel no MMA   |             |             |
| 57 lutas        | 36 vitórias | 19 derrotas |
| Por nocaute     | 12          | 5           |
| Por finalização | 16          | 2           |
| Por decisão     | 8           | 12          |
| Empates         | 2           | 2           |

| Res.    | Cartel  | Oponente           | Método                               | Evento                                        | Data       | Round | Tempo | Local                   | Notas                                                                                  |
| ------- | ------- | ------------------ | ------------------------------------ | --------------------------------------------- | ---------- | ----- | ----- | ----------------------- | -------------------------------------------------------------------------------------- |
| Derrota | 35-19-2 | Cézar Ferreira     | Decisão (dividida)                   | UFC Fight Night: Poirier vs. Pettis           | 11/11/2017 | 3     | 5:00  | Norfolk, Virginia       |                                                                                        |
| Derrota | 35-18-2 | Vitor Belfort      | Decisão (unânime)                    | UFC 212: Aldo vs. Holloway                    | 03/06/2017 | 3     | 5:00  | Rio de Janeiro          |                                                                                        |
| Derrota | 35-17-2 | Sam Alvey          | Decisão (unânime)                    | UFC on Fox: Shevchenko vs. Peña               | 28/01/2017 | 3     | 5:00  | Denver, Colorado        |                                                                                        |
| Vitória | 35-16-2 | Tamdan McCrory     | Nocaute (soco e chute na cabeça)     | UFC Fight Night: Lineker vs. Dodson           | 01/10/2016 | 2     | 4:44  | Portland, Oregon        | Performance da Noite.                                                                  |
| Derrota | 34-16-2 | Thiago Marreta     | Nocaute (soco)                       | UFC 198: Werdum vs. Miocic                    | 14/05/2016 | 1     | 3:39  | Curitiba                |                                                                                        |
| Vitória | 34-15-2 | CB Dollaway        | Nocaute (soco)                       | UFC on Fox: dos Anjos vs. Cerrone II          | 19/12/2015 | 2     | 0:28  | Orlando, Florida        |                                                                                        |
| Derrota | 33-15-2 | Kelvin Gastelum    | Nocaute Técnico (paralisação médica) | UFC 188: Velasquez vs. Werdum                 | 13/06/2015 | 2     | 5:00  | Cidade do México        |                                                                                        |
| Derrota | 33-14-2 | Brad Tavares       | Decisão (unânime)                    | UFC 182: Jones vs. Cormier                    | 03/01/2015 | 3     | 5:00  | Las Vegas, Nevada       |                                                                                        |
| Vitória | 33-13-2 | James Te-Huna      | Finalização (chave de braço)         | UFC Fight Night: Te-Huna vs. Marquardt        | 28/06/2014 | 1     | 4:34  | Auckland                | Volta aos Médios; Performance da Noite.                                                |
| Derrota | 32-13-2 | Hector Lombard     | Nocaute (socos)                      | UFC 166: Velasquez vs. dos Santos III         | 19/10/2013 | 1     | 1:48  | Houston, Texas          |                                                                                        |
| Derrota | 32-12-2 | Jake Ellenberger   | Nocaute (socos)                      | UFC 158: St. Pierre vs. Diaz                  | 18/03/2013 | 1     | 3:00  | Montreal, Quebec        | Volta ao UFC                                                                           |
| Derrota | 32-11-2 | Tarec Saffiedine   | Decisão (unânime)                    | Strikeforce: Marquardt vs. Saffiedine         | 12/01/2013 | 5     | 5:00  | Oklahoma City, Oklahoma | Perdeu o Cinturão Peso Meio Médio do Strikeforce                                       |
| Vitória | 32-10-2 | Tyron Woodley      | Nocaute (socos e cotoveladas)        | Strikeforce: Rockhold vs. Kennedy             | 14/07/2012 | 4     | 1:39  | Portland, [Oregon       | Ganhou o Cinturão do Peso Meio Médio do Strikeforce                                    |
| Vitória | 31-10-2 | Dan Miller         | Decisão (unânime)                    | UFC 128: Shogun vs. Jones                     | 19/03/2011 | 3     | 5:00  | Newark, New Jersey      |                                                                                        |
| Derrota | 30-10-2 | Yushin Okami       | Decisão (unânime)                    | UFC 122: Marquardt vs. Okami                  | 13/11/2010 | 3     | 5:00  | Oberhausen              | Determinando o desafiante nº1 ao cinturão dos Médios do UFC.                           |
| Vitória | 30-9-2  | Rousimar Palhares  | Nocaute Técnico (socos)              | UFC Fight Night: Marquardt vs. Palhares       | 15/09/2010 | 1     | 3:28  | Austin, Texas           |                                                                                        |
| Derrota | 29-9-2  | Chael Sonnen       | Decisão (unânime)                    | UFC 109: Relentless                           | 06/02/2010 | 3     | 5:00  | Las Vegas, Nevada       | Pelo desafiante nº1 ao Cinturão dos Médios. Luta da Noite.                             |
| Vitória | 29-8-2  | Demian Maia        | Nocaute (soco)                       | UFC 102: Couture vs. Nogueira                 | 29/08/2009 | 1     | 0:21  | Portland, Oregon        | Ganhou o prêmio de Nocaute da Noite.                                                   |
| Vitória | 28-8-2  | Wilson Gouveia     | Nocaute Técnico (joelhada e socos)   | UFC 95: Sanchez vs. Stevenson                 | 21/02/2009 | 3     | 3:10  | Londres                 |                                                                                        |
| Vitória | 27-8-2  | Martin Kampmann    | Nocaute Técnico (socos)              | UFC 88: Breakthrough                          | 06/09/2008 | 1     | 1:22  | Atlanta, Georgia        |                                                                                        |
| Derrota | 26-8-2  | Thales Leites      | Decisão (dividida)                   | UFC 85: Bedlam                                | 07/06/2008 | 3     | 5:00  | Londres                 | Marquardt perdeu 2 pontos por 2 diferentes infrações.                                  |
| Vitória | 26-7-2  | Jeremy Horn        | Finalização (guilhotina)             | UFC 81: Breaking Point                        | 02/02/2008 | 2     | 1:37  | Las Vegas, Nevada       |                                                                                        |
| Derrota | 25-7-2  | Anderson Silva     | Nocaute Técnico (socos)              | UFC 73: Stacked                               | 07/07/2007 | 1     | 4:50  | Sacramento, Califórnia  | Pelo Cinturão Peso Médio do UFC                                                        |
| Vitória | 25-6-2  | Dean Lister        | Decisão (unânime)                    | UFC Fight Night: Evans vs. Salmon             | 25/01/2007 | 3     | 5:00  | Hollywood, Flórida      |                                                                                        |
| Vitória | 24-6-2  | Crafton Wallace    | Finalização (mata-leão)              | Ortiz vs. Shamrock 3: The Final Chapter       | 10/10/2006 | 2     | 1:14  | Hollywood, Flórida      |                                                                                        |
| Vitória | 23-6-2  | Joe Doerksen       | Decisão (unânime)                    | UFC 58: USA vs Canada                         | 04/03/2006 | 3     | 5:00  | Las Vegas, Nevada       |                                                                                        |
| Vitória | 22-6-2  | Ivan Salaverry     | Decisão (unânime)                    | Ultimate Fight Night                          | 06/08/2005 | 3     | 5:00  | Las Vegas, Nevada       |                                                                                        |
| Vitória | 21-6-2  | Izuru Takeuchi     | Finalização (mata-leão)              | Pancrase - Spiral 4                           | 01/05/2005 | 3     | 2:19  | Yokohama                | Defendeu o cinturão dos médios do King of Pancrase; O título ficou vago depois da luta |
| Vitória | 20-6-2  | Kazuo Misaki       | Decisão (unânime)                    | Pancrase - Brave 10                           | 07/11/2004 | 3     | 5:00  | Tóquio                  | Venceu o título dos médios do King of Pancrase                                         |
| Empate  | 19-6-2  | Eiji Ishikawa      | Empate                               | Pancrase - Brave 6                            | 22/06/2004 | 3     | 5:00  | Tóquio                  |                                                                                        |
| Derrota | 19-6-1  | Ricardo Almeida    | Finalização (guilhotina)             | Pancrase - Hybrid 10                          | 30/11/2003 | 1     | 4:53  | Tóquio                  | Perdeu o cinturão dos médios do King of Pancrase                                       |
| Vitória | 19-5-1  | Yuji Hisamatsu     | Decisão (unânime)                    | Pancrase - Hybrid 8                           | 04/10/2003 | 2     | 5:00  | Osaka                   |                                                                                        |
| Vitória | 18-5-1  | Steve Gomm         | Finalização (socos)                  | IFC - Global Domination                       | 06/09/2003 | 1     | 3:28  | Denver, Colorado        |                                                                                        |
| Derrota | 17-5-1  | Keiichiro Yamamiya | Decisão (unânime)                    | Pancrase - 2003 Neo-Blood Tournament, Round 2 | 27/07/2003 | 3     | 5:00  | Tóquio                  |                                                                                        |
| Vitória | 17-4-1  | Izuru Takeuchi     | Nocaute (socos)                      | Pancrase - Hybrid 3                           | 08/03/2003 | 1     | 1:29  | Tóquio                  | Defendeu o cinturão dos médios do King of Pancrase                                     |
| Vitória | 16-4-1  | Kiuma Kunioku      | Nocaute (joelhada voadora)           | Pancrase - Spirit 9                           | 21/12/2002 | 3     | 4:36  | Tóquio                  | Venceu o título dos médios do King of Pancrase                                         |
| Derrota | 15-4-1  | Izuru Takeuchi     | Decisão (unânime)                    | Pancrase - Spirit 7                           | 29/10/2002 | 3     | 5:00  | Tóquio                  |                                                                                        |
| Vitória | 15-3-1  | Seiki Ryo          | Finalização (armlock)                | Pancrase - 2002 Neo-Blood Tournament, Round 2 | 28/07/2002 | 1     | 1:37  | Tóquio                  |                                                                                        |
| Vitória | 14-3-1  | Kazuo Misaki       | Nocaute Técnico (braço quebrado)     | Pancrase - Spirit 3                           | 25/03/2002 | 1     | 0:29  | Tóquio                  |                                                                                        |
| Derrota | 13-3-1  | Kiuma Kunioku      | Decisão (majoritária)                | Pancrase - Proof 7                            | 01/12/2001 | 3     | 5:00  | Yokohama                | Perdeu o cinturão dos médios do King of Pancrase                                       |
| Vitória | 13-2-1  | Yuji Hoshino       | Finalização (triângulo)              | Pancrase - Proof 6                            | 30/10/2001 | 3     | 2:13  | Tóquio                  | Defendeu o cinturão dos médios do King of Pancrase                                     |
| Derrota | 12-2-1  | Gil Castillo       | Decisão (unânime)                    | IFC WC 14 - Warriors Challenge 14             | 18/07/2001 | 5     | 5:00  | Friant, Califórnia      |                                                                                        |
| Vitória | 12-1-1  | Masaya Kojima      | Finalização (armlock)                | Pancrase - Proof 3                            | 13/05/2001 | 1     | 1:45  | Tóquio                  |                                                                                        |
| Vitória | 11-1-1  | Hikaru Sato        | Finalização (mata-leão)              | Pancrase - Proof 2                            | 31/03/2001 | 1     | 1:53  | Osaka                   |                                                                                        |
| Empate  | 10-1-1  | Kiuma Kunioku      | Empate                               | Pancrase - Trans 7                            | 04/12/2000 | 1     | 20:00 | Tóquio                  | Defendeu o cinturão dos médios do King of Pancrase                                     |
| Vitória | 10-1    | Kiuma Kunioku      | Decisão (unânime)                    | Pancrase - 2000 Anniversary Show              | 24/09/2000 | 1     | 10:00 | Yokohama                | Venceu o título dos médios do King of Pancrase; Primeiro no Pancrase                   |
| Vitória | 9-1     | Shonie Carter      | Decisão (unânime)                    | Pancrase - 2000 Anniversary Show              | 24/09/2000 | 2     | 3:00  | Yokohama                |                                                                                        |
| Vitória | 8-1     | Daiju Takase       | Nocaute                              | Pancrase - Trans 4                            | 26/06/2000 | 2     | 1:30  | Tóquio                  |                                                                                        |
| Vitória | 7-1     | Anthony Washington | Finalização (socos)                  | ROF 1 - Ring of Fire 1                        | 18/03/2000 | 1     | 3:01  | Denver, Colorado        |                                                                                        |
| Vitória | 6-1     | Genki Sudo         | Finalização (armlock)                | Pancrase - Breakthrough 11                    | 18/12/1999 | 1     | 13:31 | Yokohama                |                                                                                        |
| Vitória | 6-0     | Yves Edwards       | Finalização (chave de calcanhar)     | BRI 4 - Bas Rutten Invitational 4             | 14/08/1999 | 1     | 3:04  | Littleton, Colorado     |                                                                                        |
| Vitória | 5-0     | Josh Groves        | Finalização (triângulo)              | BRI 4 - Bas Rutten Invitational 4             | 14/08/1999 | 1     | 1:49  | Littleton, Colorado     |                                                                                        |
| Vitória | 4-0     | David Harris       | Finalização (mata-leão)              | BRI 4 - Bas Rutten Invitational 4             | 14/08/1999 | 1     | 15:01 | Littleton, Colorado     |                                                                                        |
| Vitória | 3-0     | Jose Garcia        | Finalização (mata-leão)              | RITR - Rumble in the Rockies                  | 07/06/1999 | 1     | 3:32  | Denver, Colorado        |                                                                                        |
| Vitória | 2-0     | Josh Medina        | Finalização (triângulo de braço)     | RITR - Rumble in the Rockies                  | 07/06/1999 | 1     | 0:27  | Denver, Colorado        |                                                                                        |
| Vitória | 1-0     | Mike Lee           | Finalização (mata-leão)              | WVF - Durango                                 | 17/04/1999 | 2     | 2:13  | Durango, Colorado       |                                                                                        |